# Mario Castelnuovo-Tedesco

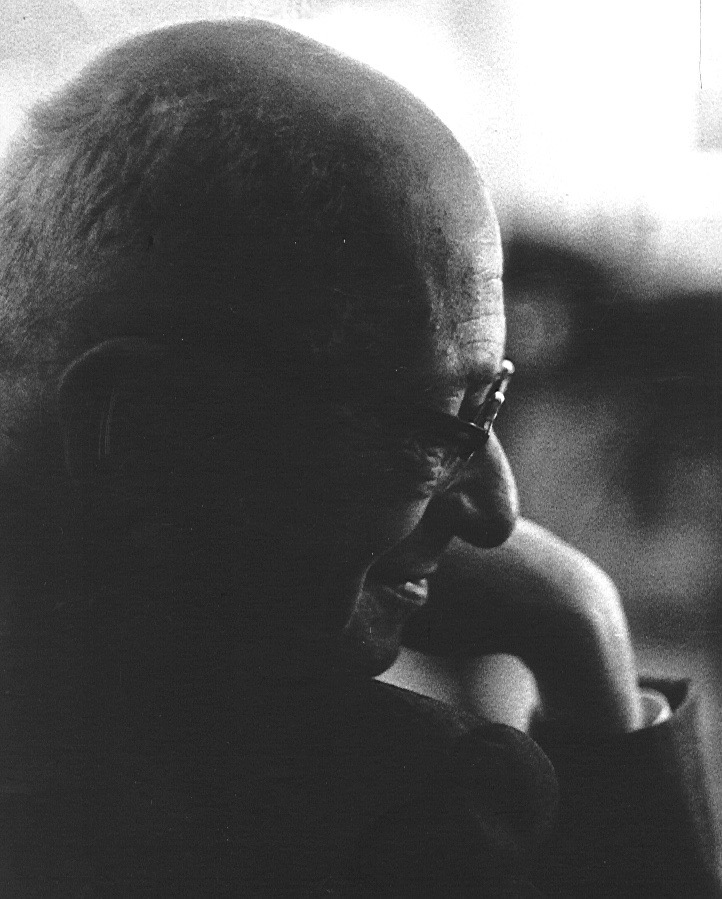
Castelnuovo-Tedesco im Profil

Mario Castelnuovo-Tedesco (* 3. April 1895 in Florenz; † 16. März 1968 in Beverly Hills) war ein italienischer Komponist und Pianist, der 1939 in die USA emigrierte.

## Leben
Castelnuovo-Tedesco studierte ab 1909 am Konservatorium von Florenz bei Ildebrando Pizzetti (Komposition) und Edgardo del Valle De Paz (Klavier). Schon bald ein ausgereifter Musiker, gehörte er schon während seiner Studienzeit zu den gefragtesten Exponenten der damaligen musica nuova Italiens. 1918 erhielt er das Diploma di Composizione des Liceo Musicale di Bologna.
Auf dem Internationalen Festival in Venedig 1932 traf er den spanischen Gitarristen Andrés Segovia, der seit seinem Debüt in Paris 1924 berühmt war. Zwischen den beiden entwickelte sich eine herzliche Freundschaft, die ausschlaggebend für die vielen folgenden Kompositionen für Gitarre von Castelnuovo-Tedesco war (darunter seine auf dem Namen ANDRES SEGOVIA beruhende Zwölftonkomposition Tonadilla opus 170, Nr. 5, aus dem Jahr 1954).
Wegen der faschistischen Rassengesetzgebung emigrierte Castelnuovo-Tedesco, der jüdischer Abstammung war, 1939 in die USA und fand Arbeit bei den MGM Filmstudios, wo er mehr als zweihundert Filmmusiken schrieb. Seit 1946 unterrichtete er Komposition am Konservatorium von Los Angeles.
Neben sechs Opern und drei Balletten komponierte er zehn Schauspielouvertüren, zwei sinfonische Dichtungen, drei Violin-, drei Gitarren- und zwei Klavierkonzerte, ein Cello-, ein Oboen- und ein Harfenkonzert, ein Poem und sinfonische Variationen für Violine und Orchester, eine Serenade für Gitarre und Kammerorchester, kammermusikalische Werke, Klavierstücke, sechs Oratorien, mehrere Kantaten, Chorwerke, Lieder und einige Werke für Orgel.
Seine Werke für Gitarre solo, beginnend mit Castelnuovo-Tedescos Opus 1, gehören zum Standardrepertoire dieses Instruments, so zum Beispiel das Gitarrenquintett op. 143 (ebenso seine Präludien und Studien). Die Orgelwerke zeugen von einer klugen Nutzung der gesamten Klangpalette des Instruments und geschickten Verwendung neuartiger Registrierungen und stellt den Interpreten vor große virtuose Herausforderungen. Insbesondere seine „Fantasmen“ der amerikanischen Periode gelten als obsessive Entwicklungen der damals jüngsten Zwölftontechnik.
Angelehnt an literarische Vorlagen sind Castelnuovo-Tedescos Kompositionen Platero y yo (op. 190, für einen Erzähler und Gitarre, 28 Stücke zu dem gleichnamigen Buch von Juan Ramón Jiménez) von 1960 und 24 Caprichos de Goya (op. 195, für Gitarre solo, einen Teil der Caprichos von Francisco de Goya musikalisch interpretierend) aus dem Jahr 1961. Seine Komposition Les Guitares bien tempérées wurde erstmals von dem Gitarrenduo Ida Presti/Alexandre Lagoya aufgeführt.
1948 studierte der Filmmusikkomponist John Williams bei Tedesco.

## Filmografie (Auswahl)
- 1941: Plan for Destruction (Dokumentar-Kurzfilm)
- 1943: The Return of the Vampire
- 1945: Das letzte Wochenende (And Then There Were None)
- 1949: Wenn meine Frau das wüßte (Everybody Does It)
- 1951: Der Rächer von Casamare (Mask of the Avenger)
- 1951: Frauen und Toreros (The Brave Bulls)
- 1952: Der Brigant (The Brigand)

## Werke

### Klavier
- Cielo di Settembre, Op. 1 (1910)
- Questo fu il carro della morte, Op. 2 (1913)
- Il raggio verde, Op. 9 (1916)
- Alghe, Op. 12 (1919)
- I Naveganti, Op. 13 (1919)
- Cipressi, Op. 17 (1920)
- La sirenetta e il pesce turchino. Fiaba marina, Op. 18 (1920), auch für zwei Klaviere (1935)
- Cantico (per una statuetta di San Bernardino di Niccolò dell'Arca), Op. 19 (1920)
- Vitalba e Biancospino, Fiaba Silvana, Op. 21 (1921)
- Epigrafe (per la tomba di Madonna Ilaria del Carretto, scolpita da Jacopo della Quercia, che è in Lucca), Op. 25 (1922)
- Alt Wien. Rapsodia Viennese, Op. 30 (1923), auch für zwei Klaviere (1923)
- Piedigrotta 1924: Rapsodia napoletana, Op. 32 (1924), auch für zwei Klaviere (1940)
- Le Stagioni, Op. 33 (1924)
- Le danze del Re David: Rapsodia ebraica su temi tradizionali, Op. 37 (1925)
- Tre Corali su melodie ebraiche, Op. 43 (1926)
- Tre poemi campestri, Op. 44 (1926)
- Piano Sonata, Op. 51 (1928)
- Passatempi, Op. 54 (1928)
- B-A-BA: Variazioni sopra un tema infantile, Op. 57 (1929)
- Crinoline, Op. 59 (1929)
- Fantasia e Fuga sul nome di Ildebrando Pizzetti, Op. 63 (1930)
- Media difficoltà: Quattro pezzi, Op. 65 (1931)
- 2 Film Studies, Op. 67 (1931)
- Tre preludi alpestri, Op. 84 (1935)
- Onde: 2 studi, Op. 86 (1935)
- Stars, 4 sketches, Op. 104 (1940)
- Candide: Six Illustrations from the Novel by Voltaire, Op. 123 (1944)
- Suite nello stile italiano, Op. 138 (1947)
- Evangèlion: The story of Jesus, narrated to the children in 28 little piano pieces, Op. 141 (1949)
- Six Canons, Op. 142 (1950)
- Six Pieces in Form of Canons, Op. 156 (1952)
- El encanto. Three California Sketches, Op. 165 (1953)
- From the set of Greeting Cards, Op. 170[12]
  - Tango for Piano on the Name of André Previn, Op. 170/1 (1953)
  - Mirages for Piano on the Name of Gieseking, Op. 170/4
  - Fandango for Piano on the Name of Amparo Iturbi, Op. 170/9 (1954)
  - Lullaby on the name of Claudia, Op. 170/9a (1954)
  - Etude on the name of Jacob Gimpel, Op. 170/11 (1955)
  - "Für Erna" (instead of "für Elise") Albumblatt für Klavier von Mario (instead of "Ludwig van . . ."), Op. 170/12 (1956)
  - A Canon for Robin, Op. 170/13 (1956)
  - A Fandango for Escovado, Op. 170/16 (1958)
  - Ricercare sul nome di Luigi Dallapiccola, Op. 170/17 (1958)
  - Little March on the name of Scott Harrison, Op. 170/20 (1960)
  - Slow, with variations on the name of Nicolas Slonimsky, Op. 170/22 (1960)
  - Leggenda per pianoforte sul nome di Gisella Selden-Goth, Op. 170/26 (1960)
  - Angelus sul nome di Nino Rota-Rinaldi, Op. 170/27 (1960)
  - Melodia sul nome di Claudio Sartori, Op. 170/30 (1961)
  - Prelude and Fugue on the name of Gerhard Albersheim, Op. 170/31 (1962)
  - Prelude, Aria and Fugue on the name of Hugh Mullins, Op.  170/32 (1962)
  - Canzonetta on the name of Nick Rossi, Op. 170/35 (1964)
- The Stories of Joseph, Op. 178 (1955)
- Sonata zoologica, Op. 187 (1960)

#### Klavierwerke ohne Opuszahl
- - Arie Antiche (1905)
  - Notturno (1905)
  - Ninna Nanna (Bérceuse) [aka "Piccola bérceuse"] (1905)
  - English Suite for harpsichord or piano. Homage to Dr. Thomas Augustine Arne (1710-1778) (1909)
  - Calma (a Giramonte) (1910)
  - Primavera fiorentina: Le nozze di Lisa Ricasoli e di Bocaccio Adimari (da un cassone muriale custodito nel Museo dell'Accademia); Scene musicali (1911)
  - 6 Novellette (1913)
  - Lucertolina (1916) - became third movement of Sonatina zoologica (op. 187)
  - Mi-La (1931)
  - Preludio su L'Annunciazione di Andrea Della Robbia, che è alla Verna (1934)
  - Terrazze (1936)
  - Nocturne in Hollywood (1941)
  - Homage to Paderewski (1941)
  - Toccata (based on a theme by Harold Gelman) (1941)
  - Prelude (1948) (also as "Preludio e Fanfara: 2 études in 12-tone")
  - Ninna-Nanna del dopoguerra, sul nome di Guglielmo Sangiorgi (1952)

#### Transkriptionen für Klavier
- - "La Pisanella" di Ildebrando Pizzetti: 4 trascrizioni da concerto (1916–17) für Klavier
  - Valse, from "Serenade for Strings, op. 48," by Tchaikovsky (1943) für Klavier zu vier Händen

### Zwei Klaviere
- La sirenetta e il pesce turchino. Fiaba marina Op. 18 (1920), bearbeitet für zwei Klaviere (1935)
- Alt Wien. Rapsodia viennese, Op. 30 (1923) für zwei Klaviere
- Notturno e tarantella da Piedigrotta 1924: Rapsodia napoletana, Op. 32a (1940) für zwei Klaviere
- From the set of Greeting Cards, Op. 170[12]
  - Duo-Pianism:impromptu for two pianos on the names of Hans and Rosaleen Moldenhauer, Op170/19 (1959)
- 2 Balladen von Schiller. Melodrama für einen Sprecher, zwei Klaviere und Schlagzeug, Op. 193 (1961)
- The Importance of Being Earnest. Three Acts after the comedy of Oscar Wilde, Op. 198 (1962), Chamber opera for 8 soloists: 2 soprano, mezzo, contralto, 2 tenor, baritone, bass, two pianos, percussion

#### Werke für zwei Klaviere ohne Opuszahl
- - Napolitana on the theme of the song "Funiculi, Funicula" (1945) für zwei Klaviere

#### Transkriptionen für zwei Klaviere
- - Valse, from "Serenade for Strings, op. 48," by Tchaikovsky (1943) für zwei Klaviere
  - "Pavane pour une Infanta défunte" by Ravel (1944) für zwei Klaviere
  - "Minuet," from L'Arlesienne Suite by Bizet (1944) für zwei Klaviere
  - "Waltz", from Masquerade Suite by Khachaturian (1950) für zwei Klaviere
  - "Cinderella's Waltz", from "Cinderella" (op. 87) by Prokofiev für zwei Klaviere

### Werke für Gitarre
- Sonata op. 77 (Omaggio a Boccherini) (1935, Schott GA 149)
- Capriccio Diabolico op. 85 (Omaggio a Paganini) (1935, Ricordi-Verlag)
- Tarantella (1936, Ricordi-Verlag)
- 24 Caprichos de Goya op. 195 (Bèrben Edizioni musicali, Ancona)[13]
- Rondo op. 129 (1946, Schott GA 168)
- Variations à travers les siècles (1932, Schott GA 137)
- Appunti (Preludi e studi per chitarra op. 210) (Edizioni Suvini Zerboni, Mailand; unvollendet)
- Les guitares bien tempérées – 24 préludes et fugues pour 2 guitares op. 199 (Verlag Aldo Bruzzichelli, Florenz 1974, C-059)

#### Kammermusik mit Gitarre
- Sonatina für Flöte und Gitarre op. 205 (1965, Edition Durand)
- Concerto in D op. 99 für Gitarre und Orchester (Schott)
- Serenade op. 118 für Gitarre und Orchester (Schott)
- Concerto Sereno in C op. 160 (Schott)
- Concerto for 2 guitars op. 201 (Bèrben Edizioni musicali, Ancona)